# Johann George al IV-lea, Elector de Saxonia
Johann George al IV-lea (18 octombrie 1668 – 27 aprilie 1694) a fost Elector de Saxonia din 1691 până în 1694.
A fost fiul cel mare al Electorului Johann George al III-lea și a soției acestuia, Anna Sofia a Danemarcei.

## Primii ani ca Elector
Johann George i-a succedat tatălui său ca Elector când acesta a murit, la 12 septembrie 1691. La începutul domniei sale, consilierul său principal a fost Hans Adam von Schöning, care a sfătuit o uniune între Saxonia și Brandenburg și o atitudine mai independentă față de împărat. În conformitate cu acest sfat, anumite propuneri au fost puse înaintea împăratului Leopold I, cu care acesta a refuzat să fie de acord, și, prin urmare, trupele saxone s-au retras din armata imperială, procedură care l-a determinat pe împărat să-l închidă pe Schöning în iulie 1692.

Deși Johann George nu a putut să-și elibereze ministrul, Leopold a reușit să calmeze furia Electorului și, la începutul anului 1693, soldații saxoni au revenit în armata imperială.

## Căsătoria și afacerea Neidschutz

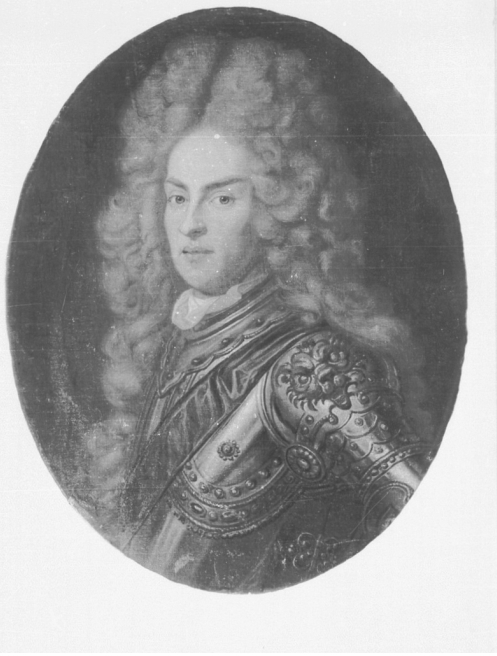
Johann Georg IV

La Leipzig, la 17 aprilie 1692, Johann George s-a căsătorit cu Eleonore Erdmuthe de Saxa-Eisenach. Tânărul Elector a fost forțat să se căsătorească de către mama sa, Prințesa Anna Sofia a Danemarcei, care dorea moștenitori legitimi pentru Electorat și în special dorea să pună capăt relației dintre fiul ei și Magdalena Sibylla de Neidschutz.
Johann George al III-lea, ultimul Elector încercase să despartă pe cei doi iubiți, probabil pentru că el a fost conștient de relația strânsă de sânge între cei doi - Magdalena Sybilla ar fi fost propria lui fiică nelegitimă cu Ursula Margarethe de Haugwitz, și, prin urmare, sora vitregă a lui Johann George al IV-lea. Din ordinul Electorului, Ursula s-a căsătorit cu colonelul Rudolf de Neidschutz, care oficial apărea drept tatăl Magdalenei Sibylla.
Se poate ca Johann George să nu fi cunoscut posibila relație de sânge cu Magdalena Sibylla sau a considerat a fi doar un zvon. Imediat după ce și-a asumat Electoratul, el a trăit în mod deschis cu ea iar ea a devenit prima metresă oficială înregistrată vreodată (Favoritin) a Electoratului de Saxonia.
Soția lui, Eleonore Erdmuthe, umilită în fiecare zi de la nuntă, a fost trimisă la Hofe (reședința oficială a Electorului). Johann George s-a mutat în alt palat împreună cu Magdalena Sybilla.
Disperat să se căsătorească cu metresa sa, Johann George a încercat să-și omoare soția dar a fost împiedicat de către fratele său mai mic, Frederic August (viitorul rege August al II-lea al Poloniei). Când Johann George a încercat să o înjunghie pe Eleonore cu o sabie, Frederic neînarmat a întors impactul cu mâna lui, lăsându-l cu un handicap pe tot parcursul vieții.

## Ultimele zile
La 20 februarie 1693, Magdalena Sybille a fost numită contesă de Rochlitz (Grafïn von Rochlitz), prin decret imperial. Cu puțin timp înainte, ea dăduse naștere singurei fiice a cuplului, Wilhelmina Maria.
Fericirea s-a sfârșit curând: Magdalene Sybille s-a îmbolnăvit de variolă și a murit la 4 aprilie 1694, în brațele Electorului, care, de asemenea, a fost infectat. Johann George a murit 23 de zile mai târziu, la 27 aprilie, la vârsta de 25 de ani. A fost înmormântat la catedrala Freiberg.
Pentru că a murit fără moștenitori legitimi (Eleonore a suferit două avorturi în timpul căsătoriei lor, în august 1692 și în februarie 1693), a fost succedat de fratele său mai mic, Frederic Augustus I. Noul Elector a luat-o sub tutela lui pe mica orfană Wilhelmina Maria, care a fost crescută la curte. El a recunoscut-o pe fată ca nepoată a lui și i-a dat o zestre atunci când s-a căsătorit cu un conte polonez.
1. ↑  Czech National Authority Database, accesat în 22 martie 2023
2. ↑  IdRef, accesat în 22 mai 2020
3. ↑  Czech National Authority Database, accesat în 23 martie 2023